# Amanda Bearse
Amanda Bearse, född 9 augusti 1958 i Winter Park, Florida, är en amerikansk skådespelare och regissör.
Bearse är mest känd som grannen Marcy Rhoades-Darcy i TV-serien Våra värsta år som gick 1987–1997.

## Filmografi (urval)
- 1987–1997 – Våra värsta år (TV-serie)
- 1985 – Skräcknatten
- 1985 – Tre nördar i Palm Springs